# Борзуновка
Борзуно́вка (рос. Борзуновка) — присілок у складі Кожевниковського району Томської області, Росія. Входить до складу Малиновського сільського поселення.

## Населення
Населення — 216 осіб (2010; 320 у 2002).
Національний склад (станом на 2002 рік):
- росіяни — 94 %